# Casa Senyorial de Ziemeri
La Casa Senyorial de Ziemeri (en letó: Ziemeru muižas pils) es troba a la regió històrica de Vidzeme, al municipi d'Alūksne del nord de Letònia. Va ser construïda entre 1786 i 1807 en estil clàssic.